# MTU 프리드리히스하펜

MTU 프리드리히스하펜(MTU Friedrichshafen)은 빌헬름 마이바흐와 그의 아들 카를 마이바흐가 1909년 설립한 상업용 내연기관을 제조하는 독일의 기업이다.

## 역사
빌헬름 마이바흐는 독일의 다국적 자동차 기업 다임러 AG의 전신인 DMG(Daimler-Motoren-Gesellschaft)의 기술 감독을 맡았으며 1907년 이 기업을 떠났다. 1909년 3월 23일 새 기업 Luftfahrzeug-Motorenbau GmbH을 세우고 아들 카를 마이바흐를 감독 자리에 앉혔다. 수년 뒤 이 기업의 이름은 메르세데스-마이바흐로 변경되었고 체펠린 비행선의 디젤 및 휘발유 엔진, 그리고 레일카를 개발하고 제조했다.

## 갤러리

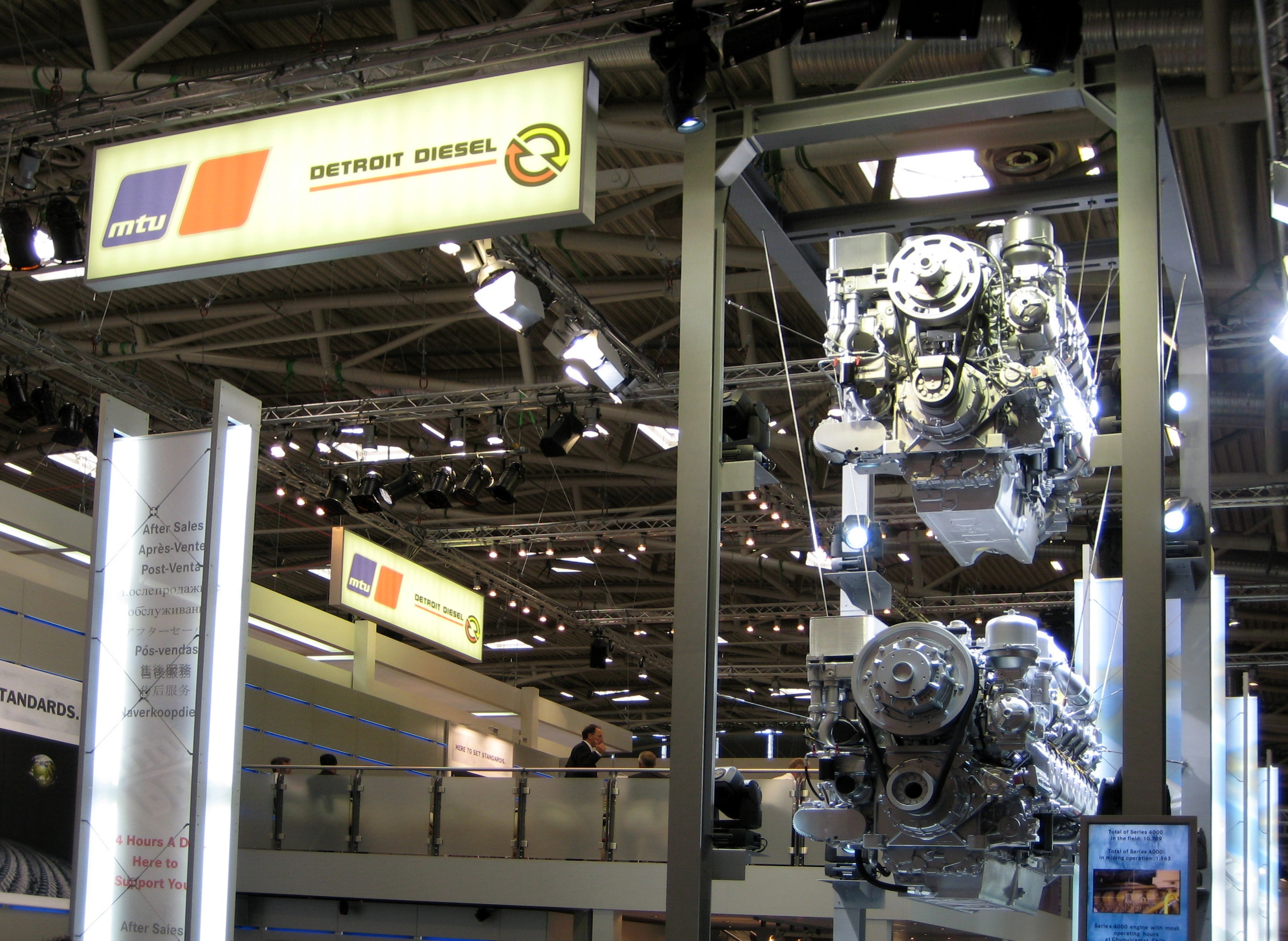
MTU / Detroit Diesel exhibition at a trade fair
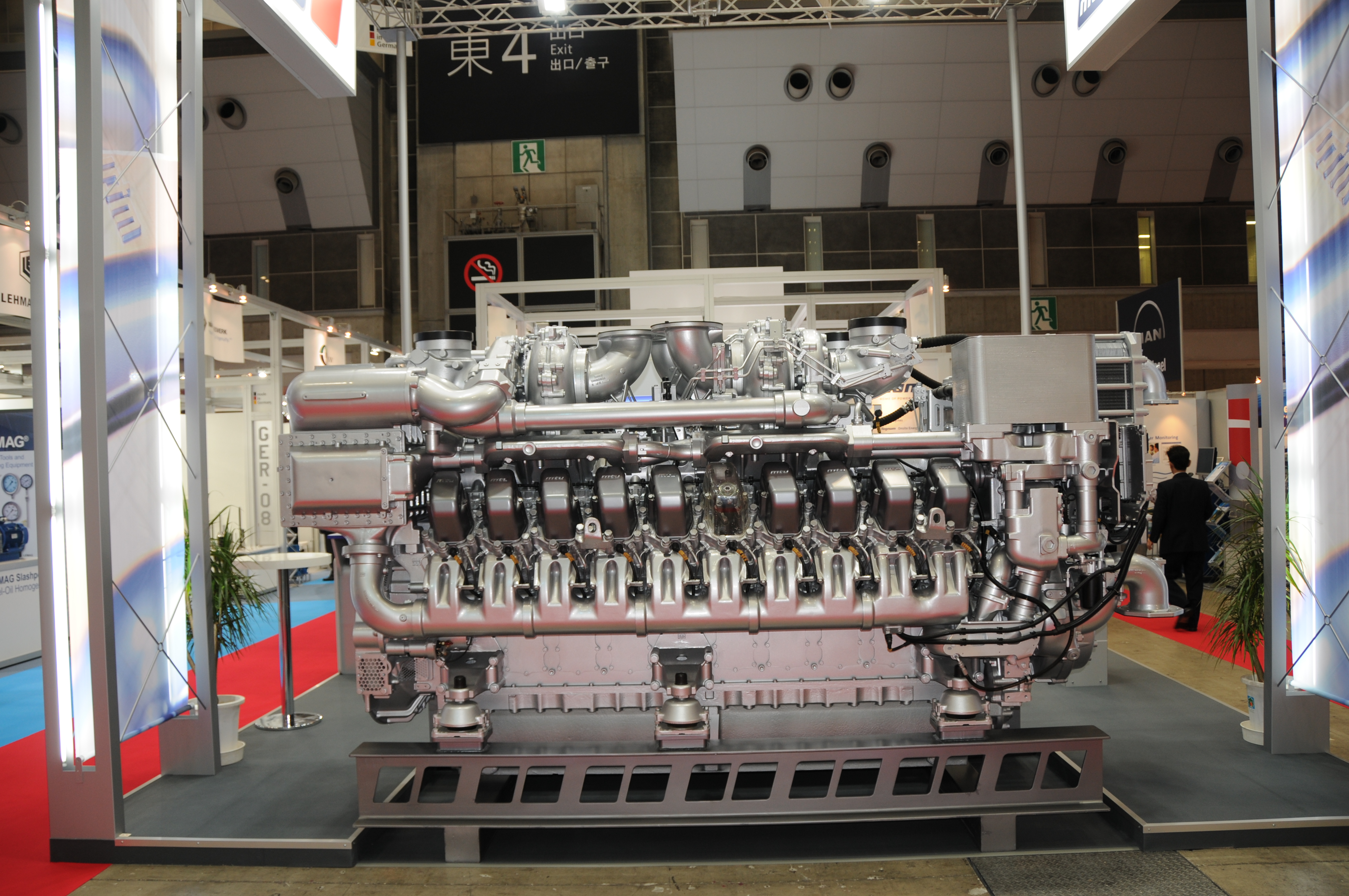
MTU 20V4000M93 engine
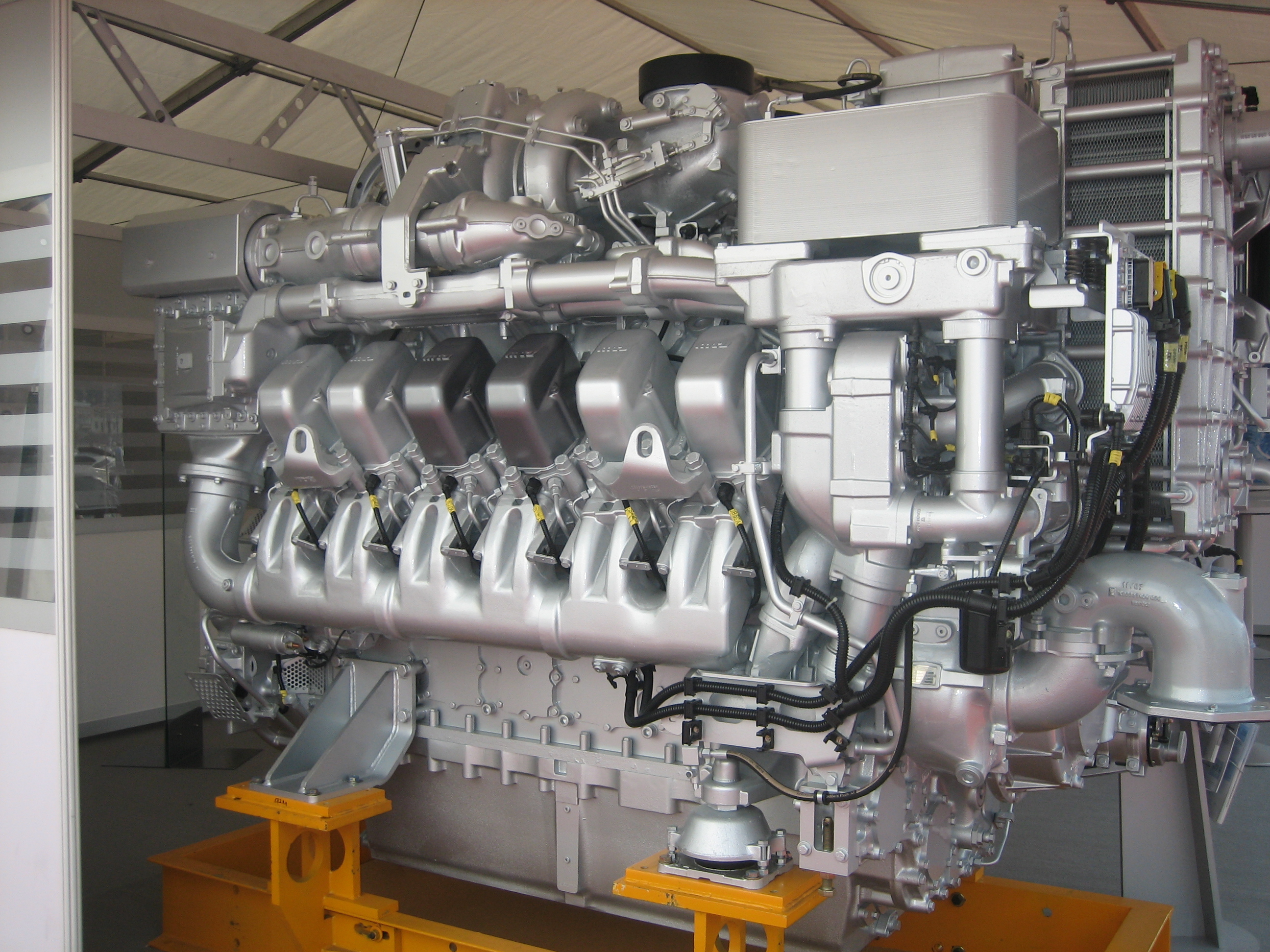
MTU marine engine
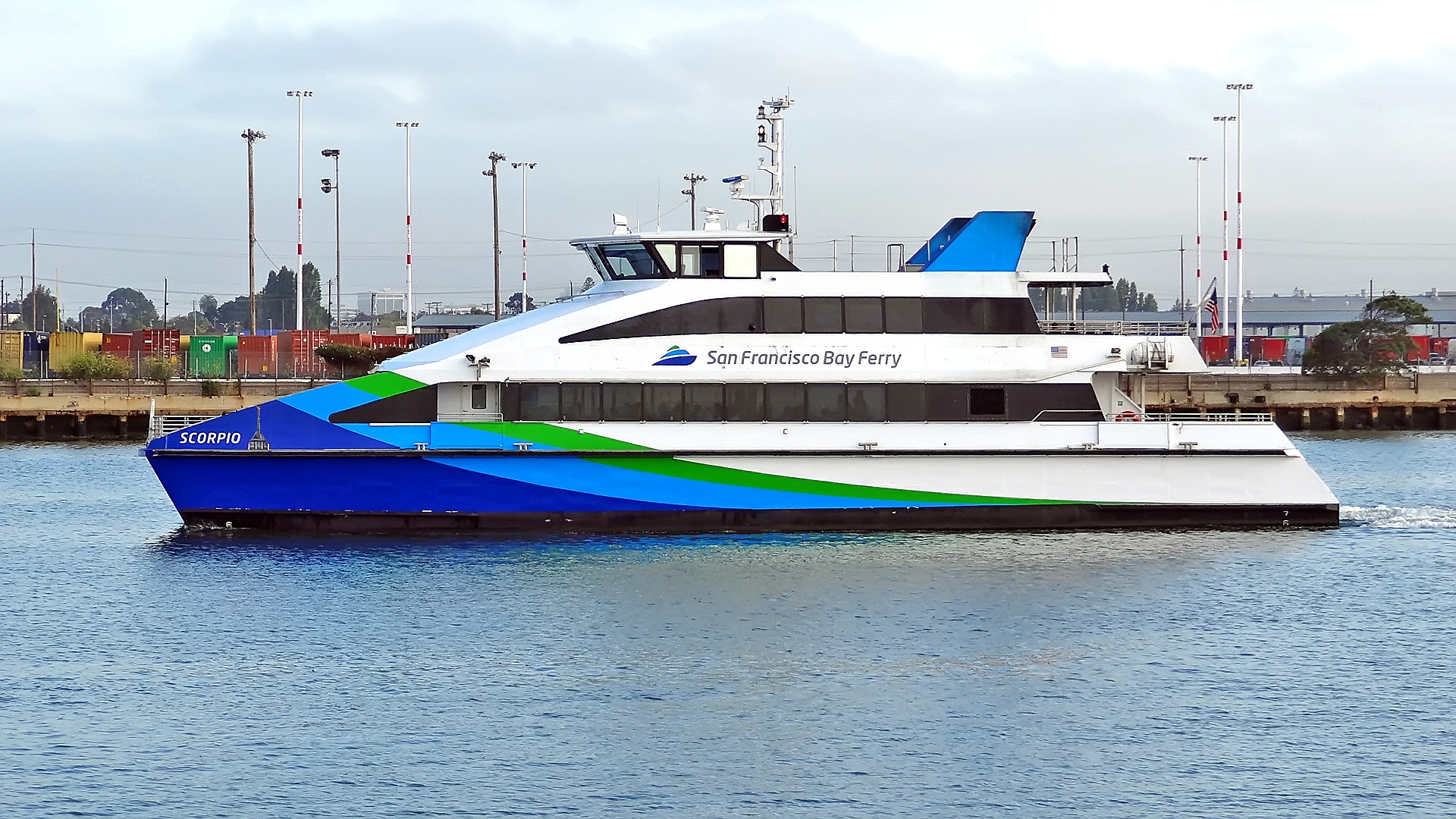
San Francisco Water Emergency Transportation Authority - Powered by custom emissions solution and MTU Series 4000 engines
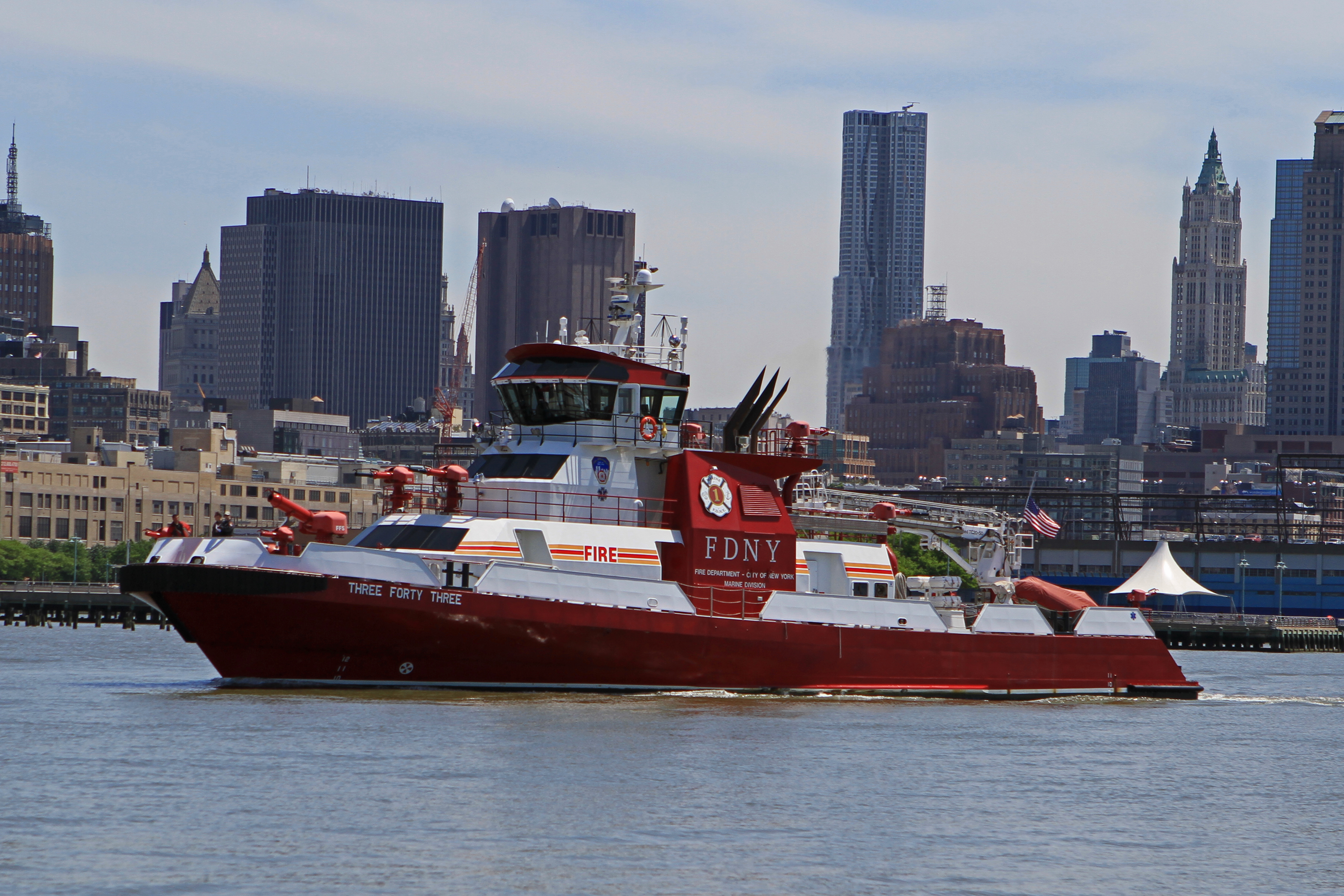
FDNY Fireboat Three Forty Three

## 같이 보기
- 다임러 AG
- 디트로이트 디젤
- 메르세데스-마이바흐
- 롤스로이스 홀딩스
- 빌헬름 마이바흐